# جواو خورخي
جواو خورخي هو لاعب كرة قدم برازيلي، ولد في 28 يونيو 1936 في ساو باولو في البرازيل.